# Nordwind (Schiff, 1939)
Die Yacht Nordwind wurde gemeinsam mit ihrem Schwesterschiff Ostwind in den Jahren 1938/1939 für die Kriegsmarine auf der Burmester Werft in Bremen-Burg gebaut. Sie dienten der seglerischen Ausbildung von Marineoffizieren am Marinestützpunkt Heppenser Groden (Nordwind) und an der Marineschule Mürwik (Ostwind). Die beiden Neubauten ersetzten die Yachten Astra und Orion. Die Nordwind wurde von Henry Gruber als ozeangängige Bermuda-Yawl (Marconi-Yawl) mit einer Länge von 86 Fuß entworfen. Die Nordwind wurde als erste Yacht fertiggestellt und nahm deshalb in ihrer ersten Regattasaison am Fastnet Race 1939 teil. Sie erreichte das Ziel Plymouth als First Ship Home (line honors) mit einem neuen Streckenrekord, der 24 Jahre hielt, bis er 1963 von der Gitana IV unterboten wurde.
Um die Yacht Nordwind ranken sich viele Legenden. So taucht immer wieder das Gerücht auf, sie sei die Privatyacht von Großadmiral Karl Dönitz gewesen. Nordwind war (wie ihr Schwesterschiff Ostwind) jedoch ein offizielles Schiff der Kriegsmarine, das in Wilhelmshaven stationiert war, während Karl Dönitz zur selben Zeit dort als ranghöchster Marineoffizier drei oder vier Mal auf ihr gesegelt hatte, aber niemals in der Funktion als Skipper oder Eigner. Das Gleiche gilt für das Schwesterschiff Ostwind, das niemals einem Prominenten der Nationalsozialisten oder gar Adolf Hitler selbst gehörte, wie manche Quellen vermuten. Ostwind sank nach dem Zweiten Weltkrieg vor der Küste Floridas.
Nach dem Zweiten Weltkrieg wurden Nordwind und Ostwind von den Briten beschlagnahmt und nach England überführt. Lord Hugh Astor kaufte Nordwind und segelte die Yacht sportlich hauptsächlich in den Gewässern des Solent und auf der Nordsee.
In den späten 1970er Jahren unternahm der holländische Yachtkonstrukteur Gerard Dijkstra mit der Yacht Nordwind eine der ersten klassischen Yachtrestaurationsprojekte. Die Arbeiten wurden bei Camper & Nicholsons in England begonnen und in Holland beendet. Unglücklicherweise war die Restaurierung des Rumpfes fehlerhaft durchgeführt worden, so dass ein erneutes komplettes Refit durch den gegenwärtigen Eigentümer Hans Albrecht in den Jahren 2001 und 2004 in Spanien notwendig wurde. Auch die Änderungen am Innenausbau, die Dijkstra vorgenommen hatte, wurden zurückgebaut und Nordwind in den ursprünglichen Bauzustand versetzt.
Seit dieser letzten Restaurierung nahm Nordwind an vielen Regatten für klassische Yachten teil. Im Transatlantikrennen 2005 (Transat) wurde sie knapp von der 94 Fuß-Yacht Sumurun mit zwei Stunden und 34 Minuten geschlagen.
In den vergangenen Jahren hat Nordwind viele Seemeilen unter dem Kommando ihres Skippers Alex Veccia hinter sich gebracht. 2010 wurde Kap Hoorn umrundet und die chilenischen Fjorde in Patagonien besegelt, gefolgt von einer Pazifik-Überquerung nach Neuseeland, wo ein Refit erfolgte. Direkt danach erfolgte eine erneute Pazifik-Überquerung mit einer Passage des Panama-Kanals zum Start des Transatlantik.Rennens im Jahr 2011 von Newport (USA) nach Plymouth mit der anschließenden Teilnahme am Fastnet Race. Im Sommer 2012 segelte Nordwind dann auf der Nordwest-Passage von Camden in Maine (USA) nach Homer in Alaska.